# Helene Strybing
Helene Strybing (* 21. Juni 1845 in Helstorf bei Hannover als Frederike Sophie Helene Jordan; † 24. Dezember 1926 in San Francisco, Kalifornien) war eine Deutschamerikanerin, die durch ihre testamentarische Spende für das Arboretum im Golden Gate Park in San Francisco Bekanntheit erlangte.
Im Cypress Lawn Memorial Park in Colma, südlich von San Francisco, Section L, Lot 172 ist ein Ehrenmal für Christian und Helene Strybing heute noch zu sehen. Zu Ehren Helene Strybings wurde auch der Baum Leptospermum scoparium Helene Strybing benannt. Auf Englisch wird er auch  Helene Strybing New Zealand Tea Tree oder New Zealand Tea Tree genannt.

## Leben
Ihr Vater, Ernst Christian Friedrich Jordan verheiratet mit Bertha Marie Juliane Jordan geb. Baldmus, war von 1838 bis 1853 evangelischer Pastor in Helstorf. Dann zog er mit seiner Familie nach Römstedt, wo er bis kurz vor seinem Tode als Pastor wirkte. In ihrem Testament 1926 hinterließ Helene Strybing Geld, damit in der evangelischen Kirche in Römstedt ein Glasfenster und eine Ehrentafel zu Ehren ihres Vaters angebracht werden konnten.
1865 heiratete sie in San Francisco den deutschen Einwanderer Christian H. Strybing (Strübing), der am 6. Juli 1821 in Gnoien, Mecklenburg geboren wurde und 1849 in San Francisco zum Anfang des kalifornischen Goldrausches ankam. Er starb am 21. Juli 1895 in San Francisco. Strybing arbeitete zuerst im Baugewerbe und wurde dann später im Lebensmittelhandel tätig. Noch später wurde er im Importgeschäft aktiv, wo er Tabak, deutsche Weine, Schnupftabak, Kleidung und alkoholische Getränke, Strümpfe usw. importierte. Nach der Heirat lebte das Ehepaar an der Adresse 1212 Mason Street in San Francisco. Die Ehe blieb kinderlos.
1908 spendete Helene Strybing Geld für das Glasfenster zu Ehren von Christian Strybing über dem Altar der St.-Matthäus-Kirche von San Francisco, das auch heute noch zu sehen ist.

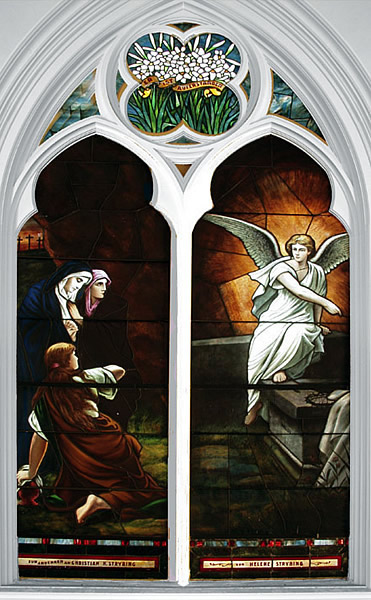
Strybing Altarfenster in der St. Matthäus-Kirche zu San Francisco
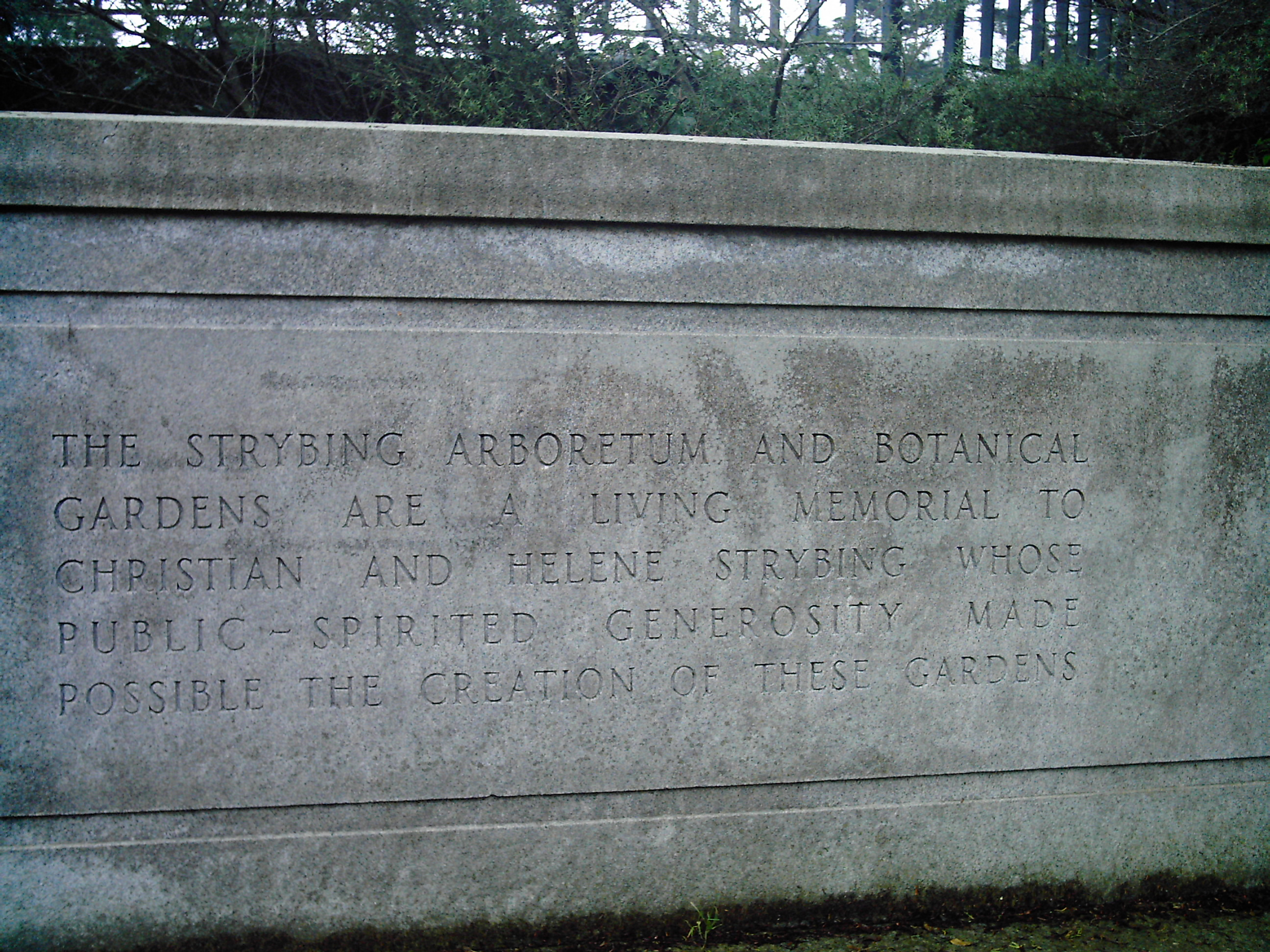
Ehrentafel für Christian und Helene Strybing im Strybing Arboretum im Golden Gate Park in San Francisco
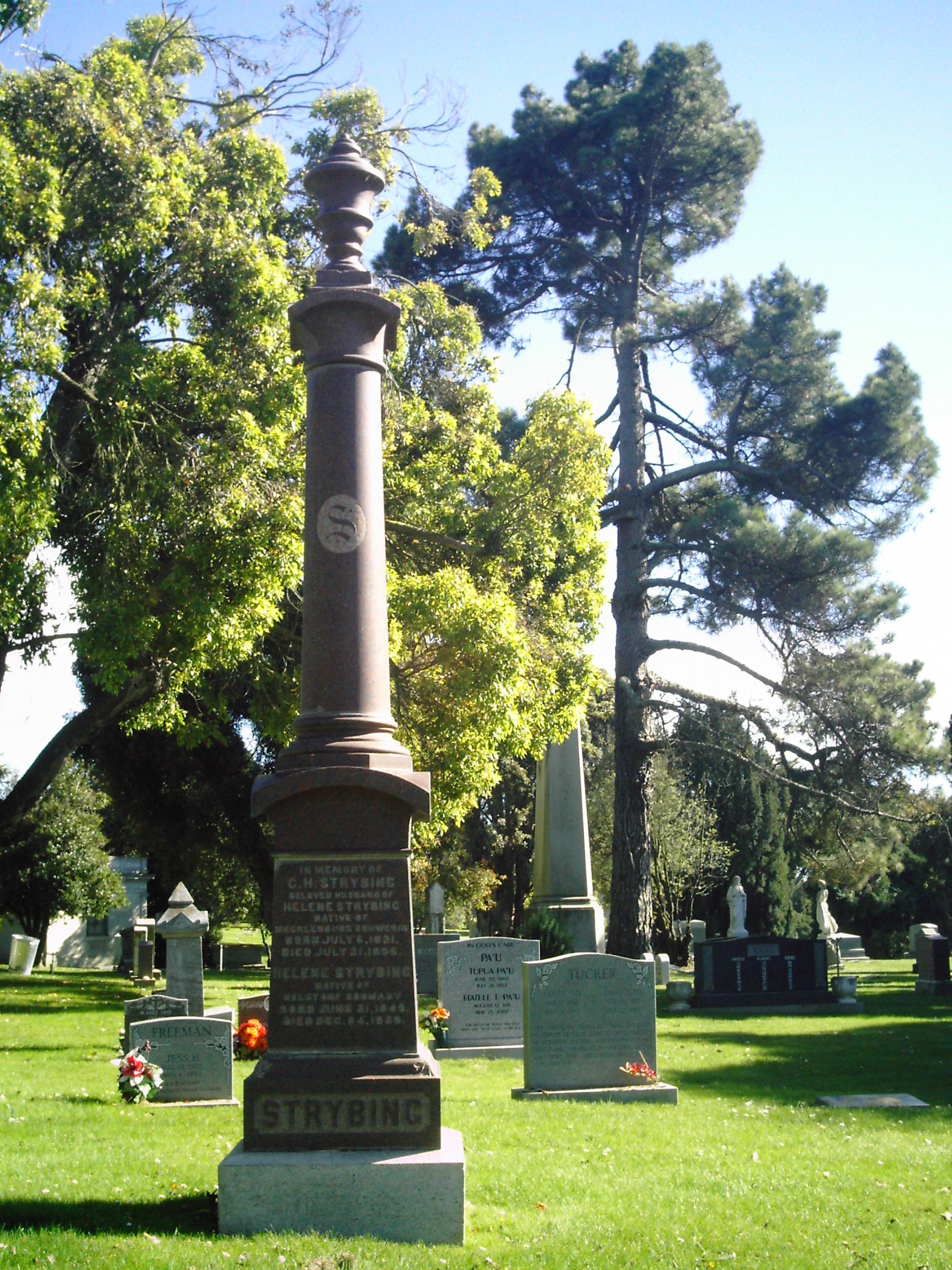
Grabmal von Christian und Helene Strybing im Cypress Lawn Cemetery in Colma bei San Francisco.
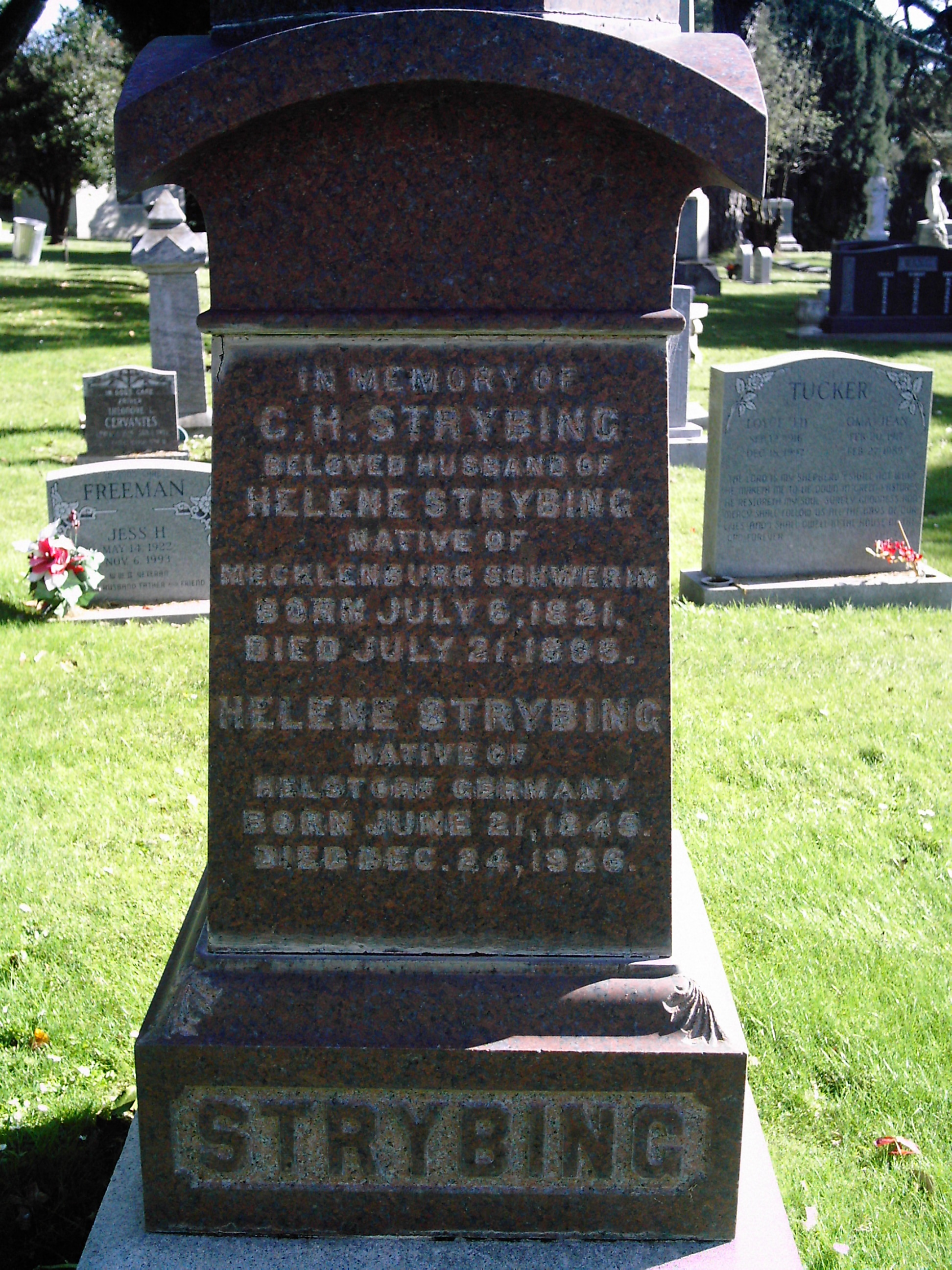
Grabmal von Christian H. und Helene Strybing im Cypress Lawn Cemetery

Am 24. Dezember 1926 starb Helene Strybing an Herzversagen. In ihrem Testament hinterließ sie Geld für den Bau des Arboretums im Golden Gate Park von San Francisco. Die Spende betrug 1939 ca. $ 200.000. Sie hinterließ auch Geld für ihre drei in Deutschland lebenden Geschwister sowie $ 3.000 für die evangelische Kirche in Römstedt. Das protestantische, katholische und jüdische Waisenhaus, sowie die San Francisco Association for the Blind, bekamen je $ 1.000, das Deutsche Rote Kreuz bekam $ 3.000, um armen Kindern zu helfen. Wohltätigkeitsorganisationen in San Francisco wie der Allgemeine Deutsche Frauen-Hilfsverein, ein Altenheim, die Heilsarmee, die Ev.-Luth. St. Matthäus-Kirche und andere Organisationen, die für das Wohl von Kranken, Kindern und Tieren sorgen, bekamen je $ 2.000.